# 廣島縣立美術館

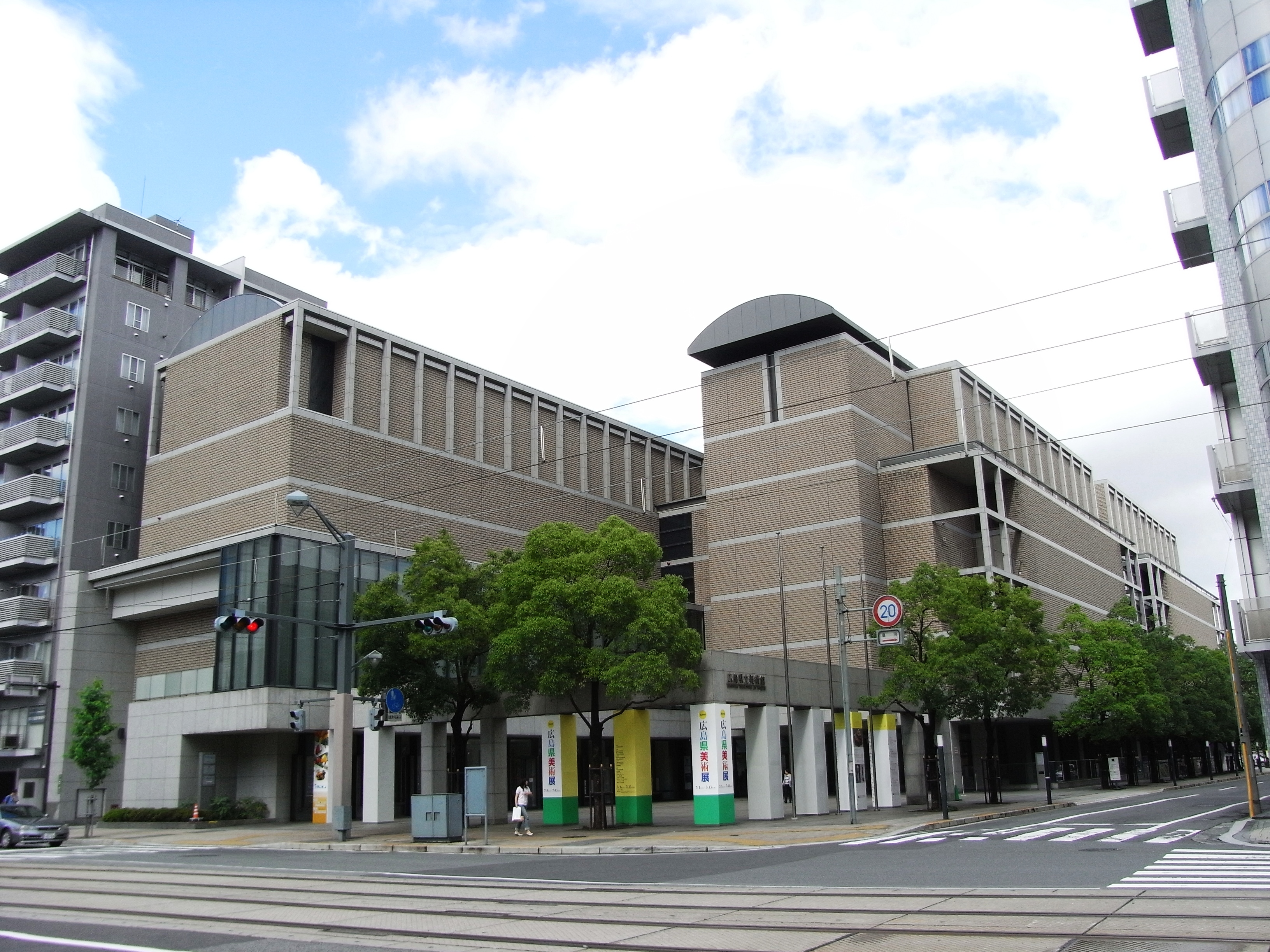

廣島縣立美術館（日语：広島県立美術館、ひろしまけんりつびじゅつかん）是位於日本廣島縣廣島市中區的一座美術館。這座美術館開業於1968年9月22日，是中國地方第一座公立美術館。美術館地上有4層，地下有1層，和縮景園相鄰。

## 外部連結
- 官方网站
- 公式 Facebook的Facebook專頁
- 公式 Twitter的X（前Twitter）